# Marco Djuricin
Marco Djuricin [maʁko dʑuritʃin] (* 12. Dezember 1992 in Wien) ist ein österreichischer Fußballspieler.

## Karriere

### Verein
Djuricin hatte seine Karriere bei der SV Donau Wien begonnen, ehe er über den SK Rapid Wien, FK Austria Wien und den FC Stadlau nach Deutschland in die Jugendakademie von Hertha BSC wechselte. In der Folgezeit erreichte er mit der A-Jugend seines Vereins unter anderem das Finale des DFB-Junioren-Vereinspokals 2009/10 im heimischen Amateurstadion gegen die TSG 1899 Hoffenheim, das trotz des Ausgleichtores von Djuricin am Ende mit 1:2 verloren wurde.
In der anschließenden Sommerpause fuhr Djuricin erstmals mit den Profis ins Trainingslager. Er wurde von Trainer Markus Babbel auch in den folgenden Testspielen eingesetzt, in denen er mit insgesamt sieben Toren der treffsicherste Herthaner war.
Bei den Profis debütierte er in einem Pflichtspiel am 1. Spieltag der Saison 2010/11 beim 3:2-Sieg im Heimspiel gegen Rot-Weiß Oberhausen, als er für den verletzten Rob Friend eingewechselt wurde und zwei Tore erzielte.
In der Vorbereitung auf die Saison 2012/13 wurde Djuricin von Trainer Jos Luhukay in die zweite Mannschaft versetzt. Daraufhin wechselte er leihweise bis 2013 zum bayrischen Zweitligaaufsteiger SSV Jahn Regensburg. Beim SSV Jahn Regensburg kam Djuricin in 16 Zweitligaspielen zum Einsatz, in denen er drei Tore erzielte, darunter beide Tore beim 2:0-Auswärtssieg gegen den VfL Bochum. Den Großteil der Saison fiel er allerdings wegen eines Zehenbruchs und eines Muskelfaserrisses aus. Des Weiteren bestritt er in der Saison 2012/13 auch ein Punktspiel für die zweite Mannschaft der Regensburger in der fünftklassigen Bayernliga Süd, in der er  einen Hattrick erzielte.
Im Juni 2013 wechselte er zum österreichischen Bundesligisten SK Sturm Graz, bei dem er einen Zweijahresvertrag mit der Option auf ein weiteres Jahr unterzeichnete. In der Winterpause 2015 schloss er sich dem Ligakonkurrenten FC Red Bull Salzburg an. Nach einem halben Jahr wechselte er am 28. August 2015 bis zum Ende der Saison 2015/16 auf Leihbasis zum englischen Zweitligisten FC Brentford.
Die Saison 2016/17 absolvierte er auf Leihbasis beim ungarischen Erstligisten Ferencváros Budapest.
Im Juli 2017 wurde er in die Schweiz an den Grasshopper Club Zürich weiterverliehen. Zur Saison 2018/19 wechselte er fest zu den Schweizern, bei denen er einen bis Juni 2020 laufenden Vertrag erhielt.
Nach dem Abstieg der Schweizer aus der Super League wechselte der Stürmer zur Saison 2019/20 nach Deutschland zum Zweitligaaufsteiger Karlsruher SC, bei dem er einen bis Juni 2021 laufenden Vertrag erhielt. Sein Engagement beim KSC verlief allerdings nicht nach Wunsch, in seiner ersten Spielzeit blieb der Stürmer in 17 Saisoneinsätzen ohne Torerfolg. In seiner zweiten Spielzeit hatte er nach 15 Spieltagen sechs Einsätze zu Buche stehen, zumeist stand er allerdings nicht einmal im Kader. Daraufhin löste Djuricin im Jänner 2021 seinen Vertrag bei den Karlsruhern auf.
Daraufhin kehrte er im Februar 2021 nach Österreich zu Austria Wien zurück, wo er bereits in seiner Jugend gespielt hatte. Für die Wiener kam er insgesamt zu 45 Bundesligaeinsätzen, in denen er 14 Tore erzielte. Im August 2022 wechselte er nach Kroatien zum HNK Rijeka. In Rijeka spielte er aber keine  Rolle und kam nur fünfmal in der 1. HNL zum Einsatz.
Zur Saison 2023/24 zog er daraufhin weiter in die Slowakei und wechselte leihweise zu Spartak Trnava. Aufgrund von Herzproblemen kam er aber für Trnava nur viermal in der 1. liga zum Zug. Nach dem Ende der Leihe löste er seinen Vertrag in Rijeka auf. Nach mehreren Monaten ohne Klub wechselte er im Jänner 2025 zurück nach Österreich und schloss sich Zweitligist SV Stripfing an. Für Stripfing kam er zu elf Zweitligaeinsätzen, in denen er sechsmal traf.
Nach einem Halbjahr bei den Niederösterreichern wechselte Djuricin zur Saison 2025/26 zum Ligakonkurrenten First Vienna FC, bei dem er einen bis 2027 laufenden Vertrag erhielt.

### Nationalmannschaft
Sein Debüt im Nationaltrikot Österreichs gab Djuricin in der U17-Nationalmannschaft. Sein größter Erfolg war der 1:0-Siegtreffer über die Auswahl der Niederlande bei der U19-EM 2010, womit er seine Mannschaft zur U20-WM 2011 schoss. Weitere Einsätze folgen in den U20- und U21-Auswahlen der ÖFB.
Im März 2015 wurde Djuricin von Teamchef Marcel Koller erstmals in den Kader der A-Nationalmannschaft berufen, für die er am 27. März 2015 im EM-Qualifikationsspiel gegen die Auswahl Liechtensteins sein Debüt gab.

## Erfolge
- Österreichischer Meister 2015
- ÖFB-Cup-Sieger 2015

## Sonstiges
Sein Vater Goran Djuricin war ebenfalls Fußballprofi und ist als Trainer tätig.